# Máté Pálfy
Máté Pálfy (* 29. August 1988 in Budapest) ist ein ungarischer Biathlet und Radsportler.
Máté Pálfy lebt in Budakeszi. Der Sportler vom Vasas SC begann 2004 mit dem Biathlonsport und gehört seit 2005 zum Nationalkader seines Landes. Der Student wird von Miklós Holló trainiert.
Pálfy bestritt 2007 seine ersten Rennen im Europa/IBU-Cup der Junioren. Erstes Großereignis wurden die Biathlon-Europameisterschaften 2006 der Junioren in Langdorf, bei denen er 82. wurde. Ein Jahr später nahm der Ungar in Martell an den Biathlon-Juniorenweltmeisterschaften 2007 teil und lief auf die Plätze 75 im Einzel und 69 im Sprint. Ein Jahr später wurde er in Ruhpolding 81. im Einzel und 86. des Sprints.
2008 bestritt Pálfy seine ersten Rennen im IBU-Cup der Männer. In seinem ersten Einzel in Obertilliach wurde er 126., 2009 kam er in Osrblie bei einem Einzel als 50. erstmals unter die besten 100. Erstes Großereignis bei den Männern wurden die Sommerbiathlon-Europameisterschaften 2011 in Martell, bei denen der Ungar 29. des Sprints und 27. der Verfolgung wurde. Im Skilanglauf trat er schon 2009 bei den Nordischen Skiweltmeisterschaften an, scheiterte aber als 105. in der Qualifikation zum Hauptrennen über 10 Kilometer Klassisch.
Pálfy ist nicht nur Skiläufer, sondern auch als Radrennfahrer erfolgreich und in der Disziplin Mountainbike ungarischer Meister.